# Сорок сердец
«Сорок сердец» — советский чёрно-белый немой документальный фильм режиссёра Льва Кулешова. В картине соединены документальные и игровые кадры, а также мультипликационные вставки, выполненные одним из основателей советской мультипликации Иваном Ивановым-Вано.

## Сюжет
Фильм был снят к 10-летию плана ГОЭЛРО. Сорок сердец — это строящиеся в соответствии с планом сорок районных электростанций, которые будут снабжать энергией социалистическое строительство.

## Съёмочная группа
- Автор сценария: Александр Андриевский
- Режиссёр-постановщик: Лев Кулешов
- Оператор-постановщик: Константин Кузнецов
- Художники: И. Никитченко, В. Никитченко
- Мультипликация и надписи: Мультипликационная мастерская «М-Ф» под руководством Ивана Иванова-Вано.